# 關聡志
關 聡志（せき さとし、1963年7月1日 - ）は建築家、インテリアデザイナー。CM/Dam CrossMediaDesign代表  ShanghaiVANKE[万科集団]Mehos[美好家]主席設計師。

## 来歴
1986年 大阪芸術大学芸術学部建築学科卒業、高松伸建築設計事務所入所。取締役副所長、代表取締役、ShinTakamatsuAA Europe GMBH(ドイツ・ベルリン) 代表などを経て1998年 関総志建築設計事務所を設立。その後CM/Dam CrossMediaDesignに改組。
東京にて活動後、現在、上海と京都に在住。